# خوراک مار زنگی

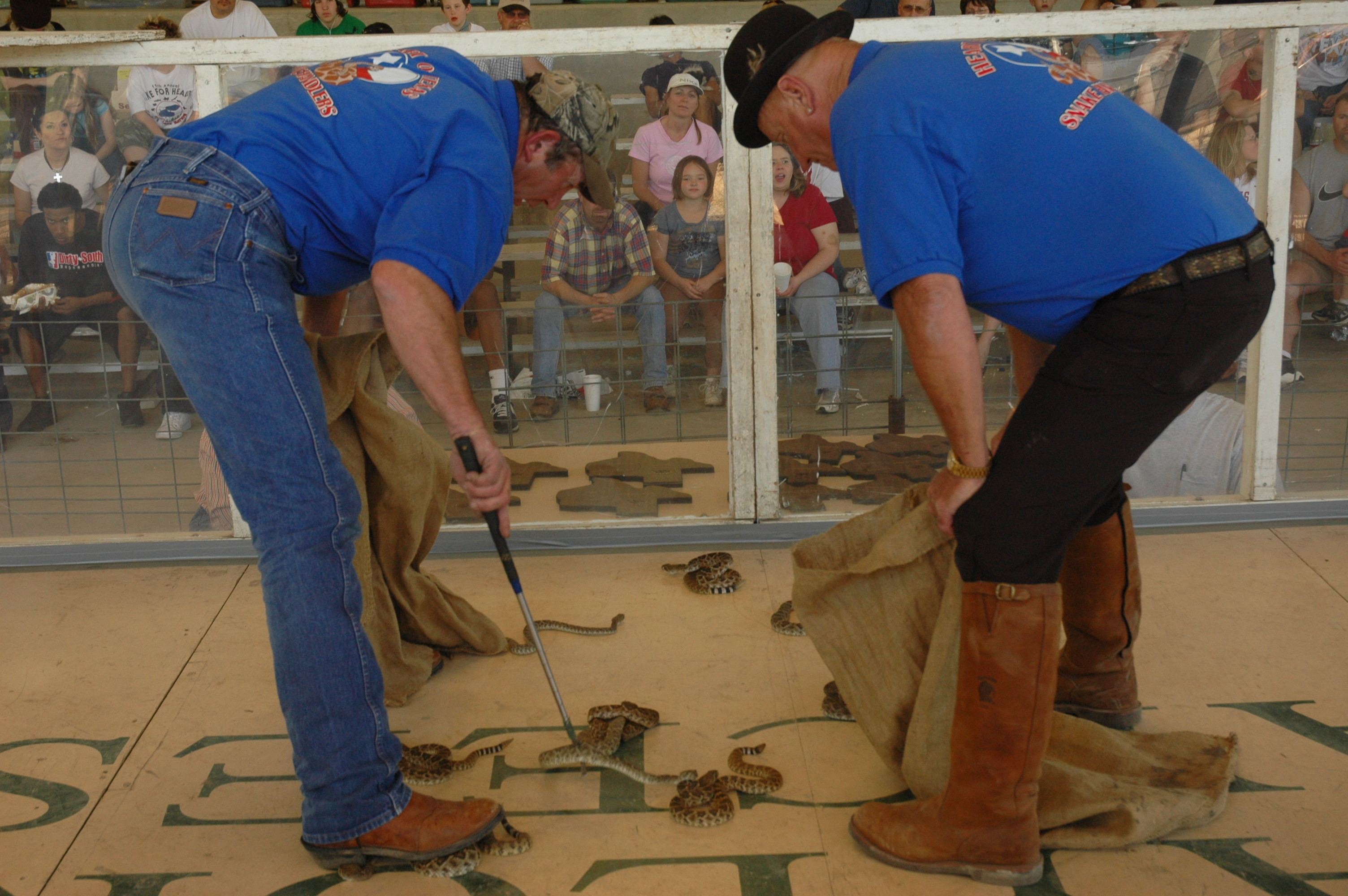

خوراک مار زنگی نوعی غذا است که بیشتر در ایالات متحده آمریکا بکار می‌رود. این خوراک از گوشت مار زنگی تهیه می‌گردد.
همچنین به شیوه‌های متفاوتی، مانند خورش، سوپ، یا فیله کباب طبخ می‌شود.
این نوع خوراکی در ایالت‌های جنوب غربی آمریکا مانند ایالات تگزاس و آریزونا محبوبیت دارد.
گفته شده که گوشت مار زنگی بی‌شباهت به مزهٔ گوشت مرغ نیست.